# Grande São Bernardo
O  Grande São Bernardo como é conhecido o passo do Grande São Bernardo (em francês:  Col du Grand-Saint-Bernard, em italiano:  Colle del Gran San Bernardo) é um passo de montanha dos Alpes valaisanos, situado em  Bourg-Saint-Pierre, um  município da Suíça do  Cantão de Valais, Distrito de Entremont. O passo fica localizado a 2 469 m de altitude, perto da fronteira com a Itália.

## O passo
O  São Bernardo  constitui uma passagem entre o  Monte Mort e o Pico de Drône, ambos situados na fronteira Itália-Suíça, ligando o vale de Étroubles, a sul, com o vale Entremont situado na parte francófona do Cantão de Valais, a norte.
Existem evidências da utilização desta passagem desde a idade do bronze e, também, evidências do uso pelos romanos. Historicamente, o evento digno de nota mais recente é a utilização desta passagem pelo exército francês de Napoleão Bonaparte, em 1800, para derrotar o exército imperial austríaco situado em Montebello della Battaglia, na Itália.
Uma rodovia pela passagem foi construída em 1905. Porém, devido à inclinação de 9% e à impraticabilidade de uso na ocorrência de neve, um túnel de 5850 m foi construído em 1964.

## S. Bernardo de Menton
O nome do passo foi dado em homenagem a São Bernardo de Menthon, que reconstruiu, em torno do ano de 1050, um hospital num antigo mosteiro destruído que havia no sopé do lado suíço da passagem, para abrigar os peregrinos e viajantes que eram feridos pelos mouros que ocupavam a região.  Também foi ele que edificou o que se encontra o passo do Pequeno São Bernardo
Os cães originários desta região, conhecidos como são-bernardo, foram adestrados para o trabalho e para resgatar pessoas perdidas em épocas de nevasca.

## Características
Não deve ser confundido com o Passo do Pequeno São Bernardo, na fronteira França-Itália,  nem com o Passo do São Bernardino, este último também na Suíça.
Este acidente geográfico faz parte da divisória de águas  entre o Mar Adriático e o Mar Mediterrâneo.